# Grupo Empresarial Ángeles
Grupo Vazol es una empresa mexicana que pertenecía a Olegario Vázquez Aldair, poseían más de 14 compañías distribuidas en 4 sectores: salud, turismo, comunicaciones y finanzas. Tales como Hospitales Ángeles, Hoteles Camino Real, Grupo Financiero Multiva y Grupo Imagen; 
Grupo Imagen es una empresa de multimedia que opera Imagen Radio, Excélsior, Excélsior Televisión e Imagen Televisión. Entre las estaciones de radio que maneja destaca Imagen Radio, con cobertura en parte Estados Unidos. Imagen Digital está integrada por Adrenalina, DailyTrend, Salud180, Atracción360, Soy Actitud y Cocina Delirante, entre otros.
En diciembre de 2024, Grupo Empresarial Ángeles dejó de existir y se convirtió en Grupo Vazol, reservando el nombre Ángeles para sus hospitales.

## Historia
La historia de Grupo Empresarial Ángeles se remonta a más de 60 años cuando el empresario Olegario Vázquez Raña junto con su abuelo, sus padres y sus hermanos trabajaron en una tienda que les pertenecía a ellos llamada Almacenes Vázquez misma que fue factor fundamental para el crecimiento económico del empresario que fue accionista y consejero de Banco Bital y copropietario de Ómnibus de México, además de ser el fundador de la embotelladora Bonafont y colaborador en otras instituciones.
Olegario Vázquez Raña decidió independizarse de todas aquellas empresas en las que había participado y con el capital que había obtenido en todos estos años de trabajo, fundó la primera empresa del Grupo Empresarial Ángeles en el sector salud con el nacimiento de Hospitales Ángeles, mismo que a la fecha ha mostrado un impresionante crecimiento siendo la empresa líder en cuidado de la salud privada en México que con la apertura en 2009 del Hospital Lindavista suman 27 hospitales. En febrero de 2010 se inaugurarán Jalapa y Tampico.
En 2000 el Grupo Empresarial Ángeles se involucró en el sector del turismo cuando mediante el proceso de licitación del IPAB, adquirió lo que hoy es una cadena hotelera de las más importantes de México, Camino Real que actualmente son ya 29 hoteles en toda la República Mexicana y más de 50 restaurantes. A esta infraestructura se sumaron en 2009 los hoteles de Pachuca y Puebla.
En 2003 se integró a Grupo Empresarial Ángeles, el Grupo Imagen Telecomunicaciones que en ese entonces contaba con solo dos estaciones de Radio las cuales era: Radioactivo 98.5 que se transformó en Reporte 98.5 e Imagen informativa 90.5 que actualmente tiene cobertura en 70 ciudades de la República Mexicana y en parte de Estados Unidos.
En 2006 Grupo Empresarial Ángeles transformó al Grupo Imagen en un grupo de multimedios de comunicación con la adquisición del diario Excélsior por una cantidad total de 585 millones de pesos. Además fundó la empresa publicista 1Primoris que es la encargada de los espacios publicitarios del Grupo Empresarial Ángeles en Internet y en 2006 sumó al grupo la estación de televisión abierta, XHRAE-TV (hoy XHTRES-TDT), lanzando la cadena de televisión comercial cadenatres, la cual gozó de un éxito y expansión modestos hasta 2015, año en que concluyó sus transmisiones. 
En el mismo año, surgió la cuarta división del Grupo Empresarial Ángeles cuando adquirió el Grupo Financiero Multiva del cual formaban parte la Casa de Bolsa, la Operadora de Sociedad de Inversión y la Arrendadora, a este grupo se sumaron más tarde el Banco Multiva y la agencia de seguros La Peninsular.
En 2007 concretó el concepto de grupo multimedia creando "la turbina de información" que, ya era integrada por un solo cuerpo de reporteros, redactores, camarógrafos y fotógrafos, para trabajar en conjunto en la radio, la televisión y el periódico. 
En 2013 amplió su oferta televisiva con el canal de noticias Excélsior TV, el cual se emite en TDT en la estación XHTRES-TDT y en varias estaciones de la cadena Imagen Televisión.
En 2016, Grupo Imagen ganó, junto con Grupo Radio Centro, la licitación IFT-1 con la cual ganó la concesión de 128 estaciones para una de las dos cadenas de TV nacional que se licitaron. El 17 de octubre a las 8:00 p. m., inició transmisiones Imagen Televisión con un mensaje de bienvenida y su primera serie policíaca estelar, Vuelve Temprano.
Como nuevos proyectos, Grupo Empresarial Ángeles, perfila otros desarrollos en el sector salud con la construcción de hospitales en Acoxpa, Distrito Federal; Mexicali, Baja California; Ecatepec, Estado de México y Cuernavaca, Morelos.
En cuanto a infraestructura turística proyecta desarrollos en Santa Fe, Insurgentes en el distrito Col. Del Valle en la Cd. de México y en la ciudad de León, Guanajuato.
El 12 de diciembre de 2024, se anuncia el fin de Grupo Empresarial Ángeles como identidad corporativa, pasando a llamarse Grupo Vazol. Mientras tanto, el nombre Ángeles se mantuvo para los hospitales del mismo nombre. A su vez, quedando Olegario Vázquez Aldair como su nuevo presidente de la compañía 

## Estructura corporativa

### Turismo, Hoteles - Grupo Real Turismo
- Hoteles Camino Real: 29 Destinos en la República Mexicana, 1 en el extranjero.
- Hoteles Real Inn: 12 destinos en la república y próximamente varios hoteles en las principales ciudades de México.
- Hoteles Quinta Real: 10 destinos turísticos en la república.

### Servicios Financieros - Grupo financiero Multiva
- Grupo Financiero Multiva
- Casa de Bolsa
- Operadora de Sociedad de Inversión
- Arrendadora

### Salud - Hospital Angeles Health System
- Hospitales Angeles: 20 centros
- Hospital de Neurorehabilitacion: 1 centro
- Proyectos próximos: Acoxpa en el DF, Mexicali, Ecatepec y Cuernavaca
- Total suman 27 hospitales, incluyendo:
  - Ciudad de México
    - Centro de Neurorehabilitación
    - Hospital Angeles Acoxpa
    - Hospital Angeles Santa Monica
    - Hospital Angeles Clínica Londres
    - Hospital Angeles Lindavista
    - Hospital Angeles Lomas
    - Hospital Angeles Metropolitano
    - Hospital Angeles México
    - Hospital Angeles Mocel
    - Hospital Angeles Pedregal
    - Hospital Angeles Roma

  - Estados de la República
    - Hospital Angeles Chihuahua
    - Hospital Angeles Ciudad Juárez
    - Hospital Angeles Centro Médico del Potosí
    - Hospital Angeles Centro Sur Querétaro
    - Hospital Angeles Culiacán
    - Hospital Angeles Del Carmen
    - Hospital Angeles León
    - Hospital Angeles Morelia
    - Hospital Angeles Puebla
    - Hospital Angeles Querétaro
    - Hospital Angeles Tampico
    - Hospital Angeles Tijuana
    - Hospital Angeles Torreón
    - Hospital Angeles Valle Oriente
    - Hospital Angeles Villahermosa
    - Hospital Angeles Xalapa

### Comunicación - Grupo Imagen
- Grupo Imagen: Radio, periódico, televisión, Digital.
- Imagen Radio (radio)
- Imagen Digital (internet)
- Imagen Televisión (televisión)
- Excélsior (periódico)
- Excélsior TV
- RMX (radio)

### Compromiso Social y Cultural
- Fundación de Apoyo Ángeles

### Seguridad
- Protección Privada de los Ángeles

### Otros
- Promotora y Desarrolladora Mexicana